# شهرستان تایهو
شهرستان تایهو (به لاتین: Taihu County) یک شهرستان‌های جمهوری خلق چین در چین است که در انگینگ واقع شده‌است.